# Norwegischer Fußballpokal der Männer 2012
Der norwegische Fußballpokal 2012 (kurz auch NM-Cup 2012 genannt) war die 107. Austragung des Fußballpokalwettbewerbs der Männer. Der Wettbewerb begann mit zwei Qualifikationsrunden am 9. April und 18. April und endete am 25. November mit dem Finale. Pokalsieger wurde der IL Hødd. Titelverteidiger war der Aalesunds FK.
Der Pokalsieger erhielt das Startrecht in der 2. Qualifikationsrunde der UEFA Europa League 2013/14.

## Modus und Kalender
Der Wettbewerb begann im April mit der ersten Qualifikationsrunde. An dieser durften alle Vereine der vierten und fünften Spielklasse des norwegischen Fußballverbandes Norges Fotballforbund (NFF) teilnehmen, die ein bestimmtes Leistungsniveau hatten und ein angemessenes Spielfeld besaßen. Die 98 Gewinner spielten im April in einer zweiten Qualifikationsrunde gegeneinander um die Teilnehmer an den Hauptrunden.
Zu den 49 Gewinnern der Qualifikation stießen in der ersten Hauptrunde die 79 Vereine der drei höchsten norwegischen Spielklassen: der Tippeligaen, der 1. Division und der Oddsenligaen. Es folgten noch drei weitere Hauptrunden, das Viertelfinale, das Halbfinale und schließlich im November das Finale. Das Finalspiel findet seit 1948 im Osloer Ullevaal-Stadion statt.
| Runde                  | Datum                      | Spiele | Vereine   | Neueinstiege |
| ---------------------- | -------------------------- | ------ | --------- | ------------ |
| 1. Qualifikationsrunde | 9. April 2012              | 98     | 275 → 177 | 196          |
| 2. Qualifikationsrunde | 18. April 2012             | 49     | 177 → 128 | –            |
| 1. Runde               | 1. bis 2. Mai 2012         | 64     | 128 → 64  | 79           |
| 2. Runde               | 9. bis 10. Mai 2012        | 32     | 64 → 32   | –            |
| 3. Runde               | 20. Juni 2012              | 16     | 32 → 16   | –            |
| 4. Runde               | 4. bis 5. Juli 2012        | 8      | 16 → 8    | –            |
| Viertelfinale          | 18. bis 19. August 2012    | 4      | 8 → 4     | –            |
| Halbfinale             | 26. bis 27. September 2012 | 2      | 4 → 2     | –            |
| Finale                 | 25. November 2012          | 1      | 2 → 1     | –            |

## 1. Runde
| Datum      |                    | Ergebnis              |                      |
| ---------- | ------------------ | --------------------- | -------------------- |
| 01.05.2012 | SK Sprint-Jeløy    | 0:2                   | Mjøndalen IF         |
|            | Askim FK           | 1:3                   | Fredrikstad FK       |
|            | Holmlia SK         | 1:3                   | Sarpsborg 08 FF      |
|            | Lyn Oslo           | 01:2 1                | Vålerenga Oslo       |
|            | Røa IL             | 1:6                   | Hønefoss BK          |
|            | Lommedalen IL      | 0:3                   | Stabæk Fotball       |
|            | Skjetten SK        | 0:8                   | Lillestrøm SK        |
|            | Høland IL          | 0:7                   | Strømmen IF          |
|            | Hauerseter SK      | 0:6                   | Ullensaker/Kisa IL   |
|            | Eidsvold TF        | 1:3                   | Kongsvinger IL       |
|            | Fåberg Fotball     | 3:5                   | Ham-Kam              |
|            | Drammens BK        | 0:2                   | Bærum SK             |
|            | Solberg SK         | 0:9                   | Strømsgodset IF      |
|            | IL Runar           | 0:6                   | Sandefjord Fotball   |
|            | Urædds FK          | 0:9                   | Notodden FK          |
|            | Gvarv IL           | 0:4                   | Odd Grenland         |
|            | FK Donn            | 2:4                   | Start Kristiansand   |
|            | Flekkefjord FK     | 1:4                   | Viking Stavanger     |
|            | Staal Jørpeland IL | 2:1                   | Sandnes Ulf          |
|            | Rosseland BK       | 1:4                   | Bryne FK             |
|            | Avaldsnes IL       | 1:7                   | FK Haugesund         |
|            | IL Bjarg           | 1:2                   | Brann Bergen         |
|            | FBK Voss           | 0:7                   | Fana IL              |
|            | Florø SK           | 3:0                   | Sogndal Fotball      |
|            | Spjelkjavik IL     | 1:1 n. V. (2:4 i. E.) | SK Træff             |
|            | Tornado Måløy      | 0:3                   | IL Hødd              |
|            | SK Herd            | 0:1                   | Aalesunds FK         |
|            | Sunndal Fotball    | 0:4                   | Molde FK             |
|            | Tiller IL          | 0:8                   | Rosenborg Trondheim  |
|            | Kristiansund BK    | 5:0                   | Buvik IL             |
|            | KIL-Hemne Fotball  | 1:3                   | Nardo FK             |
|            | Strindheim IL      | 1:2                   | Byåsen Toppfotball   |
|            | IL Stjørdals-Blink | 4:2                   | Levanger FK          |
|            | Verdal IL          | 2:1                   | Ranheim Fotball      |
|            | Tverlandet IL      | 0:5                   | FK Bodø/Glimt        |
|            | Lyngen/Karnes IL   | 1:3                   | Alta IF              |
|            | Porsanger IL       | 0:2                   | Tromsø IL            |
|            | Salangen IF        | 1:3                   | Tromsdalen UIL       |
| 02.05.2012 | Østsiden IL        | 0:1                   | Skeid Oslo           |
|            | Moss FK            | 2:0 n. V.             | Elverum Fotball      |
|            | Follo Fotball      | 1:2                   | Raufoss IL           |
|            | FC Oslo City       | 2:4                   | Nybergsund IL-Trysil |
|            | Kjelsås Fotball    | 4:1                   | IF Birkebeineren     |
|            | Ottestad IL        | 4:3                   | Brumunddal Fotball   |
|            | Lillehammer FK     | 3:3 n. V. (3:4 i. E.) | Lørenskog IF         |
|            | Gjøvik FF          | 1:1 n. V. (7:6 i. E.) | Nesodden IF          |
|            | Valdres FK         | 2:0                   | Frigg Oslo FK        |
|            | Jevnaker IF        | 2:3                   | Asker Fotball        |
|            | Kvik Halden FK     | 4:1 n. V.             | FK Ørn-Horten        |
|            | FK Tønsberg        | 1:2                   | KFUM Oslo            |
|            | Fram Larvik        | 0:3                   | Pors Grenland        |
|            | Arendal Fotball    | 3:2                   | Flekkefjord FK       |
|            | Vindbjart FK       | 3:4                   | FK Jerv              |
|            | Egersunds IK       | 4:3 n. V.             | FK Mandalskameratene |
|            | FK Vidar           | 0:0 n. V. (4:3 i. E.) | Randaberg IL         |
|            | Stavanger IF       | 0:1                   | Ålgård FK            |
|            | Øystese IL         | 2:5                   | SK Vard Haugesund    |
|            | Arna-Bjørnar       | 2:1                   | FK Fyllingsdalen     |
|            | Austevoll IK       | 2:2 n. V. (2:3 i. E.) | Nest-Sotra Fotball   |
|            | Os TF              | 1:3                   | Åsane Fotball        |
|            | Namsos IL          | 2:5                   | Mo IL                |
|            | FK Mjølner         | 5:0                   | Finnsnes IL          |
|            | Harstad IL         | 3:2 n. V.             | FK Senja             |
| 03.05.2012 | Skarbøvik IF       | 0:0 n. V. (4:3 i. E.) | Grorud IL            |

## 2. Runde
| Datum      |                      | Ergebnis              |                     |
| ---------- | -------------------- | --------------------- | ------------------- |
| 09.05.2012 | Kvik Halden FK       | 2:2 n. V. (5:3 i. E.) | Fredrikstad FK      |
|            | Skeid Oslo           | 0:3                   | Vålerenga Oslo      |
|            | Asker Fotball        | 5:3                   | Bærum SK            |
|            | Lørenskog IF         | 1:2                   | Kongsvinger IL      |
|            | Ottestad IL          | 0:2                   | Lillestrøm SK       |
|            | Ham-Kam              | 5:1                   | Valdres FK          |
|            | Nybergsund IL-Trysil | 1:4                   | Hønefoss BK         |
|            | Raufoss IL           | 2:0                   | Strømmen IF         |
|            | Gjøvik FF            | 0:2                   | Strømsgodset IF     |
|            | Notodden FK          | 4:3                   | Kjelsås Fotball     |
|            | Pors Grenland        | 0:2                   | Sandefjord Fotball  |
|            | Arendal Fotball      | 0:5                   | Odd Grenland        |
|            | Egersunds IK         | 3:3 n. V. (8:7 i. E.) | FK Vidar            |
|            | Start Kristiansand   | 5:0                   | SK Vard Haugesund   |
|            | Staal Jørpeland IL   | 1:5                   | FK Haugesund        |
|            | Ålgård FK            | 0:2                   | Nest-Sotra Fotball  |
|            | Fana IL              | 1:4 n. V.             | Stabæk Fotball      |
|            | Arna-Bjørnar         | 0:1                   | IL Hødd             |
|            | Åsane Fotball        | 1:0                   | Bryne FK            |
|            | SK Træff             | 0:1                   | Ullensaker/Kisa IL  |
|            | Nardo FK             | 0:1                   | FK Bodø/Glimt       |
|            | IL Stjørdals-Blink   | 1:2                   | Tromsø IL           |
|            | Verdal IL            | 0:2 n. V.             | Molde FK            |
|            | Harstad IL           | 0:7                   | Rosenborg Trondheim |
|            | Tromsdalen UIL       | 3:2 n. V.             | FK Mjølner          |
| 10.05.2012 | Sarpsborg 08 FF      | 6:1                   | Moss FK             |
|            | KFUM Oslo            | 0:2                   | Mjøndalen IF        |
|            | Skarbøvik IF         | 0:1                   | Aalesunds FK        |
|            | FK Jerv              | 1:4 n. V.             | Viking Stavanger    |
|            | Florø SK             | 1:6                   | Brann Bergen        |
|            | Byåsen Toppfotball   | 1:1 n. V. (5:4 i. E.) | Kristiansund BK     |
|            | Mo IL                | 0:1                   | Alta IF             |

## 3. Runde
| Datum      |                     | Ergebnis              |                    |
| ---------- | ------------------- | --------------------- | ------------------ |
| 20.06.2012 | Asker Fotball       | 2:1                   | Stabæk Fotball     |
|            | Ullensaker/Kisa IL  | 0:3                   | Lillestrøm SK      |
|            | Kongsvinger IL      | 0:1                   | Start Kristiansand |
|            | Raufoss IL          | 2:3                   | Odd Grenland       |
|            | Strømsgodset IF     | 3:2                   | Notodden FK        |
|            | Alta IF             | 2:2 n. V. (4:5 i. E.) | FK Bodø/Glimt      |
|            | Tromsø IL           | 4:0                   | Tromsdalen UIL     |
|            | Aalesunds FK        | 4:0                   | Byåsen Toppfotball |
|            | Molde FK            | 3:2                   | Ham-Kam            |
|            | Nest-Sotra Fotball  | 0:3                   | Brann Bergen       |
|            | FK Haugesund        | 8:2                   | Egersunds IK       |
|            | Åsane Fotball       | 0:2                   | Viking Stavanger   |
|            | Mjøndalen IF        | 2:2 n. V. (3:0 i. E.) | Hønefoss BK        |
|            | Rosenborg Trondheim | 4:0                   | Kvik Halden FK     |
|            | IL Hødd             | 2:1 n. V.             | Sarpsborg 08 FF    |
|            | Sandefjord Fotball  | 3:1 n. V.             | Vålerenga Oslo     |

## Achtelfinale
| Datum      |                    | Ergebnis              |                     |
| ---------- | ------------------ | --------------------- | ------------------- |
| 27.06.2012 | Molde FK           | 4:3                   | Rosenborg Trondheim |
| 04.07.2012 | FK Bodø/Glimt      | 4:0                   | Lillestrøm SK       |
|            | Odd Grenland       | 0:2                   | FK Haugesund        |
|            | Start Kristiansand | 1:1 n. V. (1:4 i. E.) | Tromsø IL           |
|            | Strømsgodset IF    | 6:1                   | Mjøndalen IF        |
|            | Viking Stavanger   | 2:3 n. V.             | Brann Bergen        |
| 05.07.2012 | IL Hødd            | 7:0                   | Asker Fotball       |
|            | Sandefjord Fotball | 2:1 n. V.             | Aalesunds FK        |

## Viertelfinale
| Datum      |              | Ergebnis              |                    |
| ---------- | ------------ | --------------------- | ------------------ |
| 18.08.2012 | Molde FK     | 2:1                   | Sandefjord Fotball |
|            | FK Haugesund | 2:2 n. V. (4:5 i. E.) | IL Hødd            |
| 19.08.2012 | Tromsø IL    | 1:0                   | FK Bodø/Glimt      |
|            | Brann Bergen | 4:3                   | Strømsgodset IF    |

## Halbfinale
| Datum      |           | Ergebnis |              |
| ---------- | --------- | -------- | ------------ |
| 26.09.2012 | Tromsø IL | 2:1      | Molde FK     |
| 27.09.2012 | IL Hødd   | 3:1      | Brann Bergen |

## Finale
| IL Hødd                                      | IL Hødd | Tromsø IL | Tromsø IL |
| -------------------------------------------- | --- | --- | --------- |
| IL Hødd                                      | \| Finale \| \| 25. November 2012 in Oslo (Ullevaal-Stadion) \| \| Ergebnis: 1:1 n. V. (1:1, 0:0), 4:2 i. E. \| \| Zuschauer: 24.217 \| \| Schiedsrichter: Kjetil Sælen \| \| Spielbericht \|                                                                                   | \| Finale \| \| 25. November 2012 in Oslo (Ullevaal-Stadion) \| \| Ergebnis: 1:1 n. V. (1:1, 0:0), 4:2 i. E. \| \| Zuschauer: 24.217 \| \| Schiedsrichter: Kjetil Sælen \| \| Spielbericht \|                                                                                                 | Tromsø IL |
| IL Hødd                                      | Ørjan Nyland – Akeem Latifu, Fredrik Klock , Steffen Moltu, Victor Grodås – Fredrik Aursnes (120. Bendik Torset) Erik Sandal, Sivert Heltne Nilsen, Vegard Heltne (85. Andreas Rekdal) – Kjell Rune Sellin (96. Espen Standal), Pål André Helland Cheftrainer: Lars Arne Nilsen | Benny Lekström, Hans Norbye, Fredrik Björck, Saliou Ciss, Ruben Kristiansen – Thomas Kind Bendiksen (81. Magnus Andersen), Kara Mbodj (67. Remi Johansen), Ruben Yttergård Jenssen , Thomas Drage – Aleksandar Prijović (54. Ole Martin Årst), Zdeněk Ondrášek Cheftrainer: Per-Mathias Høgmo | Tromsø IL |
| IL Hødd                                      | 1:0 Kjell Rune Sellin (62.) | 1:1 Saliou Ciss (87.) | Tromsø IL |
| IL Hødd                                      | Elfmeterschießen | | Tromsø IL |
| IL Hødd                                      | 1:0 Akeem Latifu 2:1 Sivert Heltne Nilsen 3:2 Pål André Helland Erik Sandal (gehalten) 4:2 Andreas Rekdal | 1:1 Ole Martin Årst 2:2 Thomas Drage Remi Johansen (gehalten) Saliou Ciss schießt vorbei | Tromsø IL |
| IL Hødd                                      | Vegard Heltne (1.), Akeem Latifu (117.) | Saliou Ciss (43.), Thomas Drage (98.) | Tromsø IL |
| Finale                                       | | |           |
| 25. November 2012 in Oslo (Ullevaal-Stadion) | | |           |
| Ergebnis: 1:1 n. V. (1:1, 0:0), 4:2 i. E.    | | |           |
| Zuschauer: 24.217                            | | |           |
| Schiedsrichter: Kjetil Sælen                 | | |           |
| Spielbericht                                 | | |           |